# Marion (Iowa)
Marion ist eine Stadt (mit dem Status „City“) im Linn County im Osten des US-amerikanischen Bundesstaates Iowa. Im Jahr 2020 hatte die Stadt 41.535 Einwohner.
Marion ist Bestandteil der Metropolregion um die Stadt Cedar Rapids.

## Geografie
Marion liegt im nordöstlichen Vorortbereich von Cedar Rapids unweit des Ostufers des Cedar River. Die Stadt liegt auf 42°02′03″ nördlicher Breite und 91°35′52″ westlicher Länge und erstreckt sich über 31 km².
Nachbarorte sind Cedar Rapids (10,2 km südwestlich bis zum Stadtzentrum), Hiawatha (8,4 km westlich), Robins (8,5 km nordwestlich), Alburnett (14,2 km nördlich), Whittier (17,3 km nordöstlich), Springville (13,5 km östlich) und Bertram (14,9 km südöstlich).
Die nach Cedar Rapids nächstgelegenen größeren Städte sind Dubuque (105 km nordöstlich), die Quad Cities (123 km südöstlich), Iowas frühere Hauptstadt Iowa City (55,9 km südlich) und Iowas aktuelle Hauptstadt Des Moines (206 km westsüdwestlich).

## Verkehr
Wenige Kilometer westlich der Stadt verläuft parallel zum Cedar River die Interstate 380, die die kürzeste Verbindung von Waterloo über Cedar Rapids nach Iowa City bildet.
Der U.S. Highway 151 durchquert die Stadt Marion West-Ost-Richtung durch das Stadtzentrum. Innerhalb der Stadt trifft der Highway auf die Iowa Highways 13, 100 und 922.
Am östlichen Stadtrand von Marion liegt der Marion Airport. Der nächstgelegene größere Flughafen ist der 25,6 km südwestlich gelegene Eastern Iowa Airport in Cedar Rapids, über den die Region durch Zubringerflüge Anschluss an die wichtigsten Luftverkehrsdrehkreuze im Mittelwesten hat.

## Geschichte
Die Geschichte von Marion begann 1839, als ein Verwaltungssitz für das zwei Jahre zuvor festgelegte Linn County eingerichtet werden sollte und das Gebiet der heutigen Stadt dafür ausgewählt wurde. Die Stadt wurde planmäßig angelegt und nach Francis Marion (1732–1795) benannt, einem General im Amerikanischen Unabhängigkeitskrieg.
1844 wurde das erste Gerichts- und Verwaltungsgebäude fertiggestellt. Im Jahr 1977 wurde es umgebaut und ein Verwaltungsgebäude hinzugefügt.
Im November 1919 wurde der Verwaltungssitz in die schnell wachsende Nachbarstadt Cedar Rapids verlegt.

## Demografische Daten
Nach der Volkszählung im Jahr 2010 lebten in Marion 34.768 Menschen in 13.712 Haushalten. Die Bevölkerungsdichte betrug 1121,5 Einwohner pro Quadratkilometer.
Ethnisch betrachtet setzte sich die Bevölkerung zusammen aus 93,7 Prozent Weißen, 2,0 Prozent Afroamerikanern, 0,3 Prozent amerikanischen Ureinwohnern, 1,6 Prozent Asiaten sowie aus anderen ethnischen Gruppen; 1,9 Prozent stammten von zwei oder mehr Ethnien ab. Unabhängig von der ethnischen Zugehörigkeit waren 2,0 Prozent der Bevölkerung spanischer oder lateinamerikanischer Abstammung.
In den 13.712 Haushalten lebten statistisch je 2,42 Personen.
26,5 Prozent der Bevölkerung waren unter 18 Jahre alt, 60,4 Prozent waren zwischen 18 und 64 und 13,1 Prozent waren 65 Jahre oder älter. 51,7 Prozent der Bevölkerung war weiblich.

Das jährliche Durchschnittseinkommen eines Haushalts lag bei 57.797 USD. Das Pro-Kopf-Einkommen betrug 29.085 USD. 6,3 Prozent der Einwohner lebten unterhalb der Armutsgrenze.

## Bekannte Bewohner
- Ben F. Jensen (1892–1970) – langjähriger Abgeordneter des US-Repräsentantenhauses (1939–1965) – geboren in Marion
- Ron Livingston (geb. 1968) – Schauspieler – besuchte die Schule in Marion